# Incubus (film 1965)
Incubus (in esperanto Inkubo) è un film horror del 1965, diretto da Leslie Stevens e che ha come attore protagonista William Shatner, che sarà consacrato in seguito dal più noto Star Trek. Il film è stato girato interamente nella lingua ausiliaria internazionale esperanto. La scelta della lingua è dettata da motivi artistici, per creare l'atmosfera che caratterizza il film, ed il regista proibì il doppiaggio in qualsiasi altra lingua.
Dopo che la pellicola originale fu distrutta da un incendio ed altre copie perdute o distrutte, il film fu perso per alcuni decenni. Ne fu trovata una copia nella collezione della Cinémathèque Française di Parigi sottotitolata in francese, che fu distribuita su DVD nel 2001.

## Trama
La vicenda, realizzata con pochissimi personaggi e apparentemente molto semplice, descrive il tentativo del demone Kia (interpretato da Allyson Ames) di sedurre per poi dannarlo il soldato Marc (Shatner), provato dalle sofferenze della guerra, uomo dal "cuore puro". Inevitabilmente, il demone s'innamora della sua vittima, e finisce per cedere al potere dell'Amore (e del Bene) in un estremo rifiuto del Male.
Centro della vicenda è l'evocazione del demone della vendetta Incubus da parte della sorella di Kia, demone votato completamente al Male e consapevole del proprio "dovere". Sebbene malvagia, quest'ultima appare più "saggia" nell'accettazione del proprio ruolo, mentre Kia rappresenta la ribellione giovanile a un destino imposto senza possibilità di scelta. Alcune sequenze presentano un certo impatto emotivo, come l'uccisione della prima vittima di Kia, l'evocazione di Incubus (scena che ricorda La notte dei morti viventi di George A. Romero), l'apparizione del Diavolo (sotto forma di caprone) nel conflitto finale tra Bene e Male.

## Produzione
Il film, pur non contenendo immagini esplicitamente violente, è caratterizzato da un'atmosfera di suspense, opprimente e "maligna", che lo colloca nella categoria "horror" assieme ad altri più famosi capolavori del terrore.
Il film si segnala anche per essere uno dei primissimi film in esperanto. In particolare, è stato il secondo, dopo Angoroj (in esperanto "Agonie") del 1964, un anno prima di Incubus. La scelta di questa lingua risulta efficace per la creazione di un'atmosfera particolare, anche se alcuni esperantisti lamentano la pronuncia non buona degli attori (pare che molti di essi avessero imparato solo le battute, senza conoscere l'esperanto). Oltre alla fortunata scelta artistica, pare che il regista fosse attratto anche dalla possibilità di avere un pubblico di esperantisti in tutto il mondo che desse anche maggiori ritorni economici; ma purtroppo il film che nella recente edizione in DVD è molto venduto e noto nel mondo esperantista, non ebbe molta fortuna all'epoca.